# Miguel de Morillo
Miguel de Morillo (ur. najpóźniej 1428 – zm. 22 czerwca 1504 w Saragossie) – hiszpański dominikanin i inkwizytor.
Pochodził z Aragonii i wstąpił do klasztoru dominikańskiego w Saragossie. Studiował teologię i uzyskał tytuł magistra. W latach 1468–1477 był inkwizytorem okręgu Carcassonne w Langwedocji. Latem 1475 wizytował konwent w Vercelli w prowincji lombardzkiej w związku z konfliktami wśród miejscowych dominikanów. W rezultacie tej wizytacji miejscowy przeor Lorenzo Soleri został odwołany z urzędu. 
W sierpniu 1475 papież Sykstus IV mianował go prowincjałem dominikańskiej prowincji Aragonia w celu jej zreformowania. Jego urzędowanie w targanej wewnętrznymi sporami prowincji przebiegało początkowo dość spokojnie, jednak podjęte w 1478 nieudane próby odwołania dotychczasowych inkwizytorów Walencji i Barcelony doprowadziły w następnym roku do zdymisjonowania go z funkcji prowincjała przez generała zakonu Leonardo Mansuetiego. 
Od września 1480 z nominacji króla Ferdynanda II i królowej Izabeli I pełnił wraz z dominikaninem Juanem de San Martinem funkcję inkwizytora Sewilli, gdzie kierował prześladowaniami chrześcijan żydowskiego pochodzenia podejrzanych o potajemne wyznawanie judaizmu. W styczniu 1481 nominację tę zatwierdził także papież Sykstus IV, który jednak później kilkakrotnie interweniował w związku ze skargami na działalność obu inkwizytorów.
Od 1483 Miguel de Morillo kontestował objęcie funkcji inkwizytora generalnego Kastylii i Aragonii przez Tomasa de Torquemadę i sam wysuwał roszczenia do tytułu inkwizytora generalnego Hiszpanii. W listopadzie 1484 nie uczestniczył w zwołanym przez Torquemadę zgromadzeniu inkwizytorów Kastylii w Sewilli. Pomimo tego konfliktu, Torquemada nie zdecydował się na samodzielne odwołanie go z urzędu inkwizytora Sewilli, gdyż Morillo otrzymał nominację bezpośrednio od papieża Sykstusa IV. Król Ferdynand II podjął dyplomatyczne starania o odwołanie Miguela de Morillo przez nowego papieża Innocentego VIII (1484–1492). Początkowo Innocenty VIII opierał się tym żądaniom, a nawet w 1487 zatwierdził Miguela de Morillo na stanowisku inkwizytora Sewilli. Ostatecznie jednak papież uległ żądaniom króla i w 1488 zarówno Morillo, jak i Juan de San Martin zostali zdymisjonowani
Miguel de Morillo najwyraźniej nie pogodził się z dymisją, gdyż nadal podejmował w Rzymie starania o odzyskanie stanowiska inkwizytora i kontestował pozycję Torquemady. 26 września 1490 (lub 1491) udało mu się nawet uzyskać bullę papieską mianującą go inkwizytorem generalnym Kastylii i Aragonii. Nominacja ta nie miała jednak żadnego praktycznego znaczenia, gdyż nie została uznana przez parę królewską. W rezultacie Morillo nigdy nie zdołał objąć tej funkcji, a samego tytułu inkwizytora generalnego używał wyłącznie jako honorowego wyróżnienia.
Bulla nominacyjna Innocentego VIII jest ostatnią pewną wzmianką dokumentacyjną o Miguelu de Morillo, jaka się zachowała. Według późniejszej historiografii zakonnej zmarł w Saragossie w 1504.